# Xiaomi Redmi Note 6 Pro
Xiaomi Redmi Note 6 Pro — смартфон компании Xiaomi, поступивший в продажу на территории России 25 октября 2018 года. Redmi Note 6 Pro — первый смартфон серии Redmi Note с четырьмя камерами: двойной фронтальный модуль и двойной основной модуль. Предшественник модели Xiaomi Redmi Note 5, преемник Xiaomi Redmi Note 7.Xiaomi Redmi Note 6 Pro имеет вариант 3/32 ГБ памяти и 4/64 ГБ памяти.

## Технические характеристики
- Материалы корпуса: стекло (Corning Gorilla Glass), металл (алюминий)
- Операционная система: Android 9 + MIUI 10/12
- Экран: IPS, диагональ 6,26", разрешение 2280 х 1080 точки, 403 ppi
- Процессор: восьмиядерный Qualcomm Snapdragon 636
- Графика: Adreno 509
- Оперативная память: 3/4 ГБ
- Память для хранения данных: 32/64 ГБ
- Разъёмы: micro-USB
- Основная камера: 12 + 5 Мп
- Фронтальная камера: 20 + 2 Мп
- Сети: 2G/3G/4G
- Интерфейсы: Wi-Fi a/b/g/n/ac, Bluetooth 5.0
- Навигация: GPS, ГЛОНАСС
- Дополнительно: сканер отпечатков пальцев, акселерометр, гироскоп, датчик освещения, датчик приближения, распознавание лица
- Батарея: 4000 мА·ч (игровой режим до 5,4 часа[1])
- Габариты: 157.9 x 76.4 x 8.3 мм
- Вес: 182 г

## Программное обеспечение
6 мая 2019 года Redmi Note 6 Pro получил обновление до Android 9 Pie и MIUI 10.3.2  .2 сентября 2019 года Redmi Note 6 Pro получил обновление до MIUI 10.3.6.

## Продажи
Redmi Note 6 Pro был представлен 28 сентября 2018 года, но первое время продавался только на тайваньском рынке. 23 октября 2018 года смартфон появился в официальном магазине Xiaomi, а 25 октября 2018 года стартовали продажи в России.
Вначале на российском рынке продавалась версия 3/32 ГБ только в черном цвете, её цена на тот момент составляла 17 990 рублей. В дальнейшем стоимость снижалась и к концу июля 2019 года упала до 9 490 рублей. По сообщению компании Xiaomi, в Индии модель установила рекорд продаж, сразу же после старта было распродано 600 000 устройств.